# Arrivabene-Valenti Gonzaga
Arrivabene-Valenti Gonzaga, nobile famiglia mantovana.
Dal matrimonio del Conte Francesco Arrivabene (1783-1862) con Teresa Valenti Gonzaga (1793-1871), patriota italiana, ha avuto origine la famiglia.

## Esponenti illustri
- Conte Carlo Arrivabene Valenti Gonzaga (1818-1874), nipote del conte Giovanni Arrivabene, patriota italiano e deputato per tre legislature (IX, X, XI) dal 1865 alla morte;
- Conte Silvio Arrivabene Valenti Gonzaga (1844-1913), figlio del precedente, senatore dal 1900;
- Conte Giberto Arrivabene Valenti Gonzaga (1872-1933), figlio del precedente, deputato e dal 1929 senatore del Regno.

Per linea femminile discendono dagli Arrivabene Valenti Gonzaga:
- Eriprando Visconti
- Barbara Parodi Delfino[senza fonte]

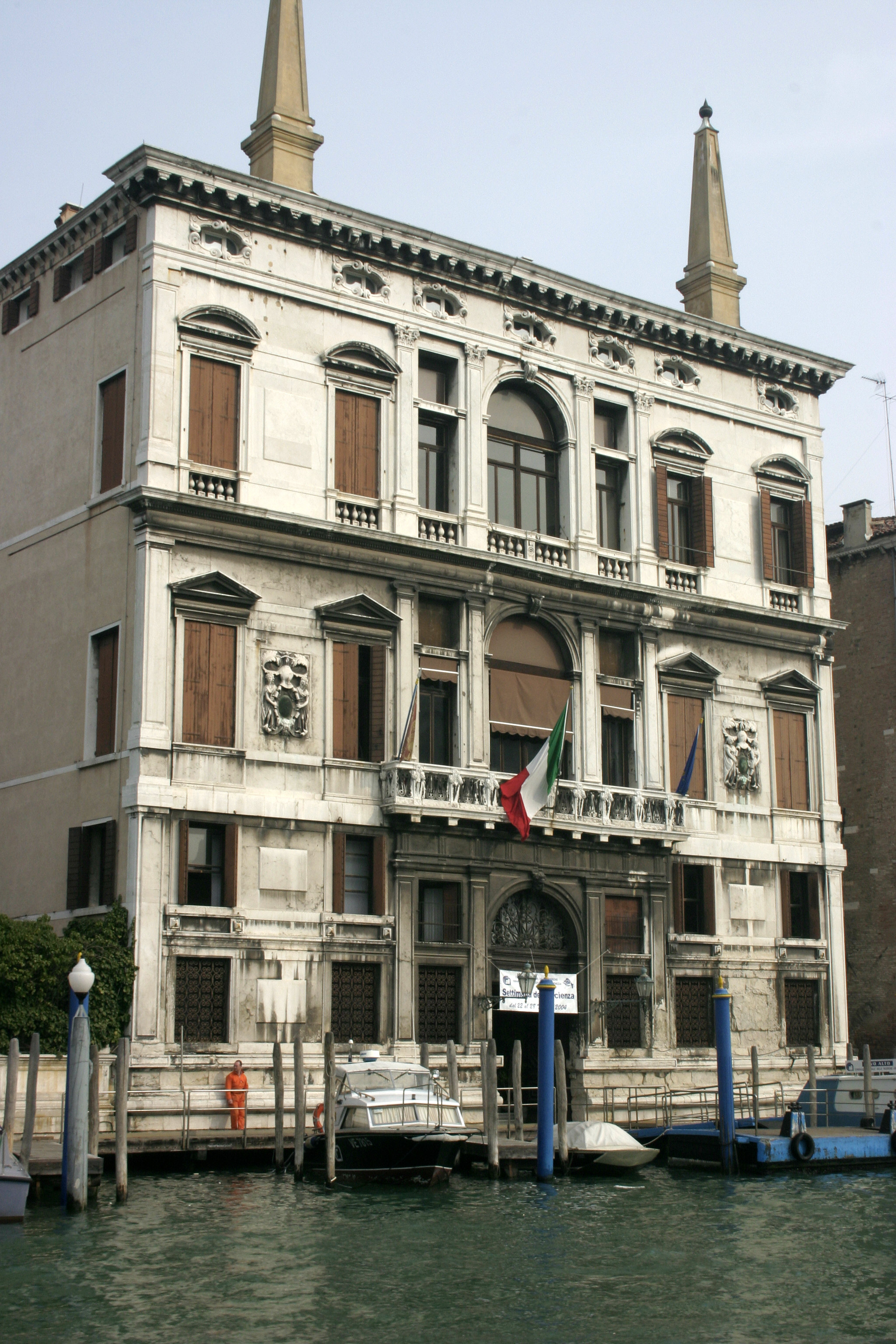
Venezia, Palazzo Papadopoli, proprietà della famiglia Arrivabene Valenti Gonzaga.

La famiglia è attualmente (2023) rappresentata da Giberto Arrivabene Valenti Gonzaga, marito della principessa Bianca di Savoia (nata 1966), figlia del Duca Amedeo di Savoia-Aosta, genitori di cinque figli.

## Arma
Partito: al 1º troncato; al di sopra d'oro, all'aquila di rosso coronata del campo, di sotto d'argento colla fascia di rosso, caricata della lettera A d'argento (Arrivabene); al 2º inquartato, al 1º e 4º d'oro all'aquila bicipite di nero coronata del campo, al 2º e 3º d'argento al leone di rosso, uscente dalla campagna d'azzurro e sul tutto d'oro a due pali d'azzurro (Valenti Gonzaga).

## Albero genealogico
|             |             |            |            |                                                                  |                                                                  |                                                                                           |                                                                            |                                                                            |                                                                            |
|             |             |            |            |                                                                  |                                                                  | Francesco Arrivabene, conte *1787 †1881 Teresa Valenti Gonzaga ARRIVABENE-VALENTI GONZAGA |                                                                            |                                                                            |                                                                            |
|             |             |            |            |                                                                  |                                                                  |                                                                                           |                                                                            |                                                                            |                                                                            |
|             |             |            |            |                                                                  |                                                                  |                                                                                           |                                                                            |                                                                            |                                                                            |
|             |             |            |            |                                                                  |                                                                  | Carlo, conte *1818 †1874 Marianna Maffei                                                  |                                                                            |                                                                            |                                                                            |
|             |             |            |            |                                                                  |                                                                  |                                                                                           |                                                                            |                                                                            |                                                                            |
|             |             |            |            |                                                                  |                                                                  |                                                                                           |                                                                            |                                                                            |                                                                            |
|             |             |            |            |                                                                  |                                                                  | Silvio, conte *1844 †1913 Virginia Forini Lippi                                           |                                                                            |                                                                            |                                                                            |
|             |             |            |            |                                                                  |                                                                  |                                                                                           |                                                                            |                                                                            |                                                                            |
|             |             |            |            |                                                                  |                                                                  |                                                                                           |                                                                            |                                                                            |                                                                            |
|             |             |            |            |                                                                  |                                                                  | Giberto, conte *1873 †1933 Vera Papadopoli Aldobrandini                                   |                                                                            |                                                                            |                                                                            |
|             |             |            |            |                                                                  |                                                                  |                                                                                           |                                                                            |                                                                            |                                                                            |
|             |             |            |            |                                                                  |                                                                  |                                                                                           |                                                                            |                                                                            |                                                                            |
|             |             |            |            | Leonardo, conte *1904 †1971 Marie delle Grazie Brandolini d'Adda | Leonardo, conte *1904 †1971 Marie delle Grazie Brandolini d'Adda | Nicoletta *1906 †1986 Edoardo Visconti di Modrone, conte di Lonate Pozzolo                | Nicoletta *1906 †1986 Edoardo Visconti di Modrone, conte di Lonate Pozzolo | Maddalena *1909 †1996 Luigi Visconti di Modrone, duca di Grazzano Visconti | Maddalena *1909 †1996 Luigi Visconti di Modrone, duca di Grazzano Visconti |
|             |             |            |            |                                                                  |                                                                  |                                                                                           |                                                                            |                                                                            |                                                                            |
|             |             |            |            |                                                                  |                                                                  |                                                                                           |                                                                            |                                                                            |                                                                            |
|             |             |            |            | Giberto, conte *1961 Bianca di Savoia-Aosta                      |                                                                  |                                                                                           |                                                                            |                                                                            |                                                                            |
|             |             |            |            |                                                                  |                                                                  |                                                                                           |                                                                            |                                                                            |                                                                            |
|             |             |            |            |                                                                  |                                                                  |                                                                                           |                                                                            |                                                                            |                                                                            |
| Viola *1991 | Viola *1991 | Vera *1993 | Vera *1993 | Mafalda *1997                                                    | Mafalda *1997                                                    | Maddalena *2000                                                                           | Maddalena *2000                                                            | Leonardo *2001                                                             | Leonardo *2001                                                             |